# أندرو ديك
أندرو ديك (بالإنجليزية: Andrew Dick)‏ (15 فبراير 1986 بكارلايل في المملكة المتحدة - ) هو لاعب كرة قدم بريطاني في مركز الوسط. لعب مع نادي رينجرز ونادي فالكيرك ونادي كلايد وCamelon Juniors F.C. ‏ ولينليثغو روز ‏.

## وصلات خارجية
- أندرو ديك على موقع Soccerbase.com (لاعب) (الإنجليزية)